# Discografia de Eric Clapton
O guitarrista, cantor e compositor britânico Eric Clapton lançou vinte e três álbuns de estúdio, vinte e seis singles, dezessete compilações, treze álbuns ao vivo e seis trilhas sonoras ao longo de sua carreira solo, além de faixas e colaborações com outros artistas. 
Antes de sua carreira solo, Clapton tornou-se famoso como guitarrista de diversas bandas, entre as quais The Yardbirds (entre 1963 e 1965), John Mayall & the Bluesbreakers (entre 1965 e 1966), Cream (entre 1966 e 1968), Blind Faith (entre 1968 e 1969) e Derek and the Dominos (entre 1970 e 1971). Seu álbum de estreia, Eric Clapton, alcançou as 17ª e 14ª colocações nos Estados Unidos e no Reino Unido, respectivamente. Quatro anos mais tarde, lançou seu segundo álbum de estúdio, intitulado 461 Ocean Boulevard, pelo qual recebeu duas certificações em ouro nos Estados Unidos e no Reino Unido, respectivamente. Seu álbum de 1977, Slowhand, batizado a partir de seu apelido, recebeu platina tripla nos Estados Unidos. Seu período de maior sucesso comercial foi de 1989 a 2000, quando seus álbuns receberam, pelo menos, cinco certificações e lideraram várias paradas musicais em todo o globo. Contudo, seu trabalho de maior sucesso continua sendo Unplugged, que vendeu mais de 10 milhões de cópias em solo americano, sendo também um dos álbuns ao vivo mais vendidos da história do país.

## Discografia

### Álbuns de estúdio
| Ano  | Álbum | Melhor posição nas tabelas musicais | Melhor posição nas tabelas musicais | Melhor posição nas tabelas musicais | Melhor posição nas tabelas musicais | Melhor posição nas tabelas musicais | Melhor posição nas tabelas musicais | Melhor posição nas tabelas musicais | Melhor posição nas tabelas musicais | Melhor posição nas tabelas musicais | Melhor posição nas tabelas musicais | Certificações                                                                               |
| Ano  | Álbum | GBR                                 | AUS                                 | BEL                                 | CAN                                 | DIN                                 | EUA                                 | FRA                                 | ITA                                 | JPN                                 | HOL                                 | Certificações                                                                               |
| ---- | --- | ----------------------------------- | ----------------------------------- | ----------------------------------- | ----------------------------------- | ----------------------------------- | ----------------------------------- | ----------------------------------- | ----------------------------------- | ----------------------------------- | ----------------------------------- | ------------------------------------------------------------------------------------------- |
| 1970 | Eric Clapton - Lançamento: Julho de 1970 - Formato: LP - Gravadora: Polydor                                   | 14                                  | 7                                   | –                                   | –                                   | –                                   | 13                                  | –                                   | –                                   | 85                                  | –                                   | - RIAA: Ouro                                                                                |
| 1974 | 461 Ocean Boulevard - Lançamento: Julho de 1974 - Formato: LP - Gravadora: RSO                                | 3                                   | 2                                   | –                                   | 1                                   | 1                                   | 1                                   | –                                   | 24                                  | 8                                   | 4                                   | - BPI: 3× Platina - ARIA: 2× Ouro - CRIA: 2× Ouro - IFPI: Ouro - RIAJ: 2× Ouro - RIAA: Ouro |
| 1975 | There's One in Every Crowd - Lançamento: Março de 1975 - Formato: LP - Gravadora: RSO                         | 15                                  | –                                   | –                                   | –                                   | –                                   | 21                                  | 15                                  | –                                   | 31                                  | –                                   |                                                                                             |
| 1976 | No Reason to Cry - Lançamento: 27 de agosto de 1976 - Formato: LP - Gravadora: RSO                            | 8                                   | –                                   | –                                   | –                                   | –                                   | 15                                  | –                                   | –                                   | 11                                  | –                                   |                                                                                             |
| 1977 | Slowhand - Lançamento: 25 de novembro de 1977 - Formato: LP - Gravadora: RSO                                  | 23                                  | –                                   | 89                                  | 3                                   | 19                                  | 2                                   | 13                                  | –                                   | 35                                  | 17                                  |                                                                                             |
| 1978 | Backless - Lançamento: 25 de novembro de 1978 - Formato: LP - Gravadora: Polydor                              | 18                                  | –                                   | –                                   | –                                   | –                                   | 8                                   | 21                                  | –                                   | 53                                  | 22                                  |                                                                                             |
| 1981 | Another Ticket - Lançamento: 17 de fevereiro de 1981 - Formato: LP - Gravadora: Polydor                       | 18                                  | –                                   | –                                   | 6                                   | 7                                   | 7                                   | 9                                   | –                                   | 32                                  | 38                                  |                                                                                             |
| 1983 | Money and Cigarettes - Lançamento: 17 de fevereiro de 1983 - Formato: LP - Gravadora: Duck / Warner           | 13                                  | –                                   | –                                   | –                                   | –                                   | 16                                  | –                                   | –                                   | 3                                   | 16                                  |                                                                                             |
| 1985 | Behind the Sun - Lançamento: 11 de março de 1985 - Formato: LP - Gravadora: Duck / Warner                     | 8                                   | –                                   | –                                   | 10                                  | –                                   | 34                                  | –                                   | 17                                  | 12                                  | 29                                  |                                                                                             |
| 1986 | August - Lançamento: 24 de novembro de 1986 - Formato: LP - Gravadora: Duck / Warner                          | 3                                   | –                                   | –                                   | 40                                  | –                                   | 37                                  | –                                   | 17                                  | 12                                  | 29                                  |                                                                                             |
| 1989 | Journeyman - Lançamento: 7 de novembro de 1989 - Formato: LP - Gravadora: Duck / Warner                       | 2                                   | 27                                  | –                                   | 7                                   | –                                   | 16                                  | 17                                  | 11                                  | 29                                  | 9                                   |                                                                                             |
| 1994 | From the Cradle - Lançamento: 13 de setembro de 1994 - Formato: LP - Gravadora: Duck / Warner                 | 1                                   | 6                                   | 6                                   | 2                                   | 2                                   | 1                                   | 6                                   | 10                                  | 6                                   | 3                                   |                                                                                             |
| 1998 | Pilgrim - Lançamento: 10 de março de 1998 - Formato: CD, LP - Gravadora: Reprise                              | 3                                   | 17                                  | 6                                   | 5                                   | 6                                   | 4                                   | 5                                   | 3                                   | 1                                   | 7                                   |                                                                                             |
| 2001 | Reptile - Lançamento: 13 de março de 2001 - Formato: CD, LP - Gravadora: Reprise                              | 7                                   | 20                                  | 10                                  | 11                                  | 7                                   | 5                                   | 9                                   | 8                                   | 6                                   | 9                                   |                                                                                             |
| 2004 | Me and Mr. Johnson - Lançamento: 23 de março de 2004 - Formato: CD - Gravadora: Reprise                       | 10                                  | 23                                  | 12                                  | 3                                   | 9                                   | 6                                   | 11                                  | 9                                   | 8                                   | 12                                  |                                                                                             |
| 2004 | Sessions for Robert J - Lançamento: 7 de dezembro de 2004 - Formato: CD - Gravadora: Reprise                  | –                                   | –                                   | –                                   | –                                   | –                                   | 172                                 | 120                                 | –                                   | 189                                 | –                                   |                                                                                             |
| 2005 | Back Home - Lançamento: 29 de agosto de 2005 - Formato: CD - Gravadora: Reprise                               | 19                                  | –                                   | 11                                  | –                                   | 4                                   | 13                                  | 16                                  | 4                                   | 4                                   | 9                                   |                                                                                             |
| 2010 | Clapton - Lançamento: 27 de setembro de 2010 - Formato: CD, download digital - Gravadora: Reprise             | 7                                   | 21                                  | 8                                   | 7                                   | 3                                   | 6                                   | 10                                  | 6                                   | 8                                   | 9                                   |                                                                                             |
| 2013 | Old Sock - Lançamento: 12 de março de 2013 - Formato: CD, download digital - Gravadora: Reprise               | 13                                  | 22                                  | 11                                  | 12                                  | 9                                   | 7                                   | 21                                  | 11                                  | 9                                   | 7                                   |                                                                                             |
| 2016 | I Still Do - Lançamento: 20 de maio de 2016 - Formato: CD, download digital - Gravadora: Bushbranch / Surfdog | 6                                   | 10                                  | 5                                   | 11                                  | 31                                  | 6                                   | 9                                   | 12                                  | 10                                  | 5                                   |                                                                                             |

### Álbuns ao vivo
| Ano  | Álbum | Melhor posição nas tabelas musicais | Melhor posição nas tabelas musicais | Melhor posição nas tabelas musicais | Melhor posição nas tabelas musicais | Melhor posição nas tabelas musicais | Melhor posição nas tabelas musicais | Melhor posição nas tabelas musicais | Melhor posição nas tabelas musicais | Melhor posição nas tabelas musicais | Melhor posição nas tabelas musicais | Certificações |
| Ano  | Álbum | GBR                                 | AUS                                 | BEL                                 | CAN                                 | DIN                                 | EUA                                 | FRA                                 | ITA                                 | JPN                                 | HOL                                 | Certificações |
| ---- | --- | ----------------------------------- | ----------------------------------- | ----------------------------------- | ----------------------------------- | ----------------------------------- | ----------------------------------- | ----------------------------------- | ----------------------------------- | ----------------------------------- | ----------------------------------- | ------------- |
| 1973 | Eric Clapton's Rainbow Concert - Lançamento: 10 de setembro de 1973 - Formato: LP - Gravadora: RSO                               | 19                                  | 51                                  | —                                   | —                                   | —                                   | 18                                  | —                                   | —                                   | 50                                  | —                                   |               |
| 1975 | E. C. Was Here - Lançamento: Agosto de 1975 - Formato: LP - Gravadora: Polydor                                                   | 14                                  | —                                   | —                                   | —                                   | —                                   | 20                                  | 13                                  | —                                   | 11                                  | —                                   |               |
| 1980 | Just One Night - Lançamento: Abril de 1980 - Formato: LP - Gravadora: Polydor                                                    |                                     |                                     |                                     |                                     |                                     |                                     |                                     |                                     |                                     |                                     |               |
| 1983 | Time Pieces Vol.II Live in the Seventies - Lançamento: 1983 - Formato: LP - Gravadora: Polydor                                   | —                                   | —                                   | —                                   | —                                   | —                                   | —                                   | —                                   | —                                   | —                                   | —                                   |               |
| 1991 | 24 Nights - Lançamento: 8 de outubro de 1991 - Formato: LP - Gravadora: Duck / Reprise                                           | 17                                  | —                                   | —                                   | —                                   | —                                   | 38                                  | —                                   | —                                   | 29                                  | 36                                  |               |
| 1992 | Unplugged - Lançamento: 25 de agosto de 1992 - Formato: LP, CD - Gravadora: Duck / Reprise                                       | 1                                   | 1                                   | —                                   | —                                   | —                                   | 1                                   | 16                                  | —                                   | 5                                   | 1                                   |               |
| 1996 | Crossroads 2: Live in the Seventies - Lançamento: 2 de abril de 1996 - Formato: LP, CD - Gravadora: Polydor                      | 115                                 | —                                   | —                                   | —                                   | —                                   | 137                                 | —                                   | —                                   | —                                   | —                                   |               |
| 2002 | One More Car, One More Rider - Lançamento: 5 de novembro de 2002 - Formato: LP, CD - Gravadora: Duck / Reprise                   | 69                                  | —                                   | —                                   | —                                   | —                                   | 43                                  | 73                                  | —                                   | 12                                  | —                                   |               |
| 2009 | Live from Madison Square Garden - Lançamento: 19 de maio de 2009 - Formato: CD - Gravadora: Duck / Reprise                       | 40                                  | —                                   | —                                   | —                                   | —                                   | 14                                  | 34                                  | —                                   | 63                                  | 60                                  |               |
| 2011 | Play the Blues: Live from Jazz at Lincoln Center - Lançamento: 13 de setembro de 2011 - Formato: CD - Gravadora: Reprise / Rhino | 40                                  | —                                   | —                                   | —                                   | —                                   | 31                                  | 11                                  | —                                   | —                                   | 21                                  |               |
| 2013 | Crossroads Guitar Festival 2013 - Lançamento: 19 de novembro de 2013 - Formato: CD - Gravadora: Reprise / Rhino                  | —                                   | —                                   | —                                   | —                                   | —                                   | —                                   | 63                                  | —                                   | 74                                  | —                                   |               |
| 2015 | Slowhand at 70 – Live at the Royal Albert Hall - Lançamento: 9 de novembro de 2015 - Formato: CD - Gravadora: Eagle              | —                                   | —                                   | —                                   | —                                   | —                                   | —                                   | —                                   | —                                   | —                                   | —                                   |               |
| 2016 | Live in San Diego - Lançamento: 30 de setembro de 2016 - Formato: CD - Gravadora: Bushbranch / Surfdog                           | —                                   | —                                   | —                                   | —                                   | —                                   | —                                   | —                                   | —                                   | —                                   | —                                   |               |

## Colaborações e participações especiais

### Com George Harrison
| Ano  | Título                         |
| ---- | ------------------------------ |
| 1968 | The Beatles                    |
| 1968 | Wonderwall Music               |
| 1970 | All Things Must Pass           |
| 1971 | The Concert for Bangladesh     |
| 1974 | Dark Horse                     |
| 1976 | The Best of George Harrison    |
| 1979 | George Harrison                |
| 1987 | Cloud Nine                     |
| 1989 | Best of Dark Horse 1976–1989   |
| 1992 | Live In Japan                  |
| 2003 | Concert for George             |
| 2004 | The Dark Horse Years 1976–1992 |